# 落語野郎 大馬鹿時代
『落語野郎 大馬鹿時代』（らくごやろう おおばかじだい）は、1966年11月20日に公開された日本映画。製作・配給は東宝。カラー、東宝スコープ。 
「落語野郎シリーズ」の第2作。

## スタッフ
- 監督：杉江敏男
- 製作：安達英三朗
- 監修：安藤鶴夫
- 脚本：新井一、吉松安五郎、椿澄夫
- 音楽：神津善行
- 撮影：鈴木斌
- 美術：小川一男
- 録音：藤縄正一
- 照明：金子光男
- 編集：藤井良平
- スチール：岩井隆志
- 合成：土井三郎

## キャスト
- 山田とめ：古今亭今輔
- 山田米太郎：桂米丸
- 山田新二郎：牧伸二
- 立野談四郎：立川談志
- 岩山馬吉：金原亭馬の助 (初代)
- 平山桃代：笠置シヅ子
- 長坂庄助：春風亭柳朝
- 広沢歌造：三遊亭歌奴
- 吉川栄之助：柳家小せん (4代目)
- 二宮忠美：三笑亭夢楽
- 野口鏡太：月の家円鏡
- 鹿島歌子：潮千砂
- 鹿島照子：津村愛子
- 鹿島花子：八代由美
- 松沢先生：牧野周一
- 東野凡太：東京ぼん太
- 金一：新山ノリロー
- 銀三：新山トリロー
- 健太：宮城けんじ（Wけんじ）
- 健次：東けんじ（Wけんじ）
- 南田：三波伸介（てんぷくトリオ）
- 戸田：戸塚睦夫（てんぷくトリオ）
- 伊田：伊東四朗（てんぷくトリオ）
- 高田：春風亭柳好
- 西本：桂米朝
- 横田：沢村いき雄
- 一平：桂歌丸
- 由子：酒井和歌子
- 艶子：三浦布美子
- みどり：久保菜穂子
- 和子：松本めぐみ
- まき：宮田芳子
- たね：塩沢とき
- カヨ子：豊浦美子
- 不二子：大川ひろみ
- 郵便配達夫：三遊亭歌一

## 同時上映
- お嫁においで